# Кјанчано
Кјанчано (итал. Chianciano Terme) је насеље у Италији у округу Сијена, региону Тоскана.
Према процени из 2011. у насељу је живело 6162 становника. Насеље се налази на надморској висини од 515 м.

## Становништво
| 1936. | 1951. | 1961. | 1971. | 1981. | 1991. | 2001. | 2011. |
| ----- | ----- | ----- | ----- | ----- | ----- | ----- | ----- |
| 3.677 | 4.548 | 5.489 | 6.788 | 7.285 | 7.445 | 6.955 | 7.058 |